# Barrie Truman
Barrie Truman (Market Bosworth, 1936) è un allenatore di calcio inglese, alla guida della Nuova Zelanda vinse la prima edizione della Coppa delle nazioni oceaniane.

## Palmarès

### Allenatore

#### Nazionale
- Coppa d'Oceania: 1

Nuova Zelanda 1973